# Sabanalarga (ort i Atlántico, lat 10,63, long -74,92)
Sabanalarga är en ort i Colombia.   Den ligger i departementet Atlántico, i den norra delen av landet, 700 km norr om huvudstaden Bogotá. Sabanalarga ligger 102 meter över havet och antalet invånare är 68 535.
Terrängen runt Sabanalarga är platt. Runt Sabanalarga är det ganska tätbefolkat, med 166 invånare per kvadratkilometer. Sabanalarga är det största samhället i trakten. Omgivningarna runt Sabanalarga är huvudsakligen savann.